# Daniel Pereira (futbolista venezolano)
Daniel Pereira (Caracas, Venezuela; 14 de julio de 2000) es un futbolista venezolano que juega como centrocampista en el Austin FC de la Major League Soccer.

## Trayectoria
Nacido en Caracas, Pereira migró con su familia a Estados Unidos a los 15 años de edad debido a la situación sociopolítica de su país. Radicado en Roanoke, sur de Virginia, por su padre intentó jugar béisbol pero en realidad el era un gran apasionado del fútbol por lo que decidió inscribirse al equipo de fútbol universitario  del Virginia Tech Hokies del Instituto Politécnico y Universidad Estatal de Virginia entre 2019 y 2020.
Luego de formar parte del programa Generación Adidas, Pereira fue seleccionado en el primer puesto del SuperDraft de la MLS 2021 por el Austin FC. Tras 2 temporadas se consolidó en el equipo titular del equipo verdinegro.

## Selección nacional
Pereira participó en dos módulos de entrenamiento con la selección de fútbol sub-15 de Venezuela.
Debutó con la selección absoluta de Venezuela en un amistoso ante Honduras en Washington D. C. el 15 de junio de 2023, jugando los 45 minutos del segundo tiempo y siendo titular en el partido próximo frente a Guatemala jugando 60 minutos de juego.

## Estadísticas
Actualizado al último partido disputado el 21 de julio de 2024.
| Austin FC Estados Unidos                                                                              | 1.ª           | 2021          | 25  | 0 | 0  | — | — | — | — | — | — | 25  | 0 | 0  |
| Austin FC Estados Unidos                                                                              | 1.ª           | 2022          | 33  | 2 | 1  | 1 | 0 | 0 | — | — | — | 34  | 2 | 1  |
| Austin FC Estados Unidos                                                                              | 1.ª           | 2023          | 32  | 0 | 5  | 2 | 0 | 0 | 2 | 0 | 0 | 36  | 0 | 5  |
| Austin FC Estados Unidos                                                                              | 1.ª           | 2024          | 18  | 0 | 4  | 0 | 0 | 0 | 0 | 0 | 0 | 18  | 0 | 4  |
| Austin FC Estados Unidos                                                                              | Total club    | Total club    | 108 | 2 | 10 | 3 | 0 | 0 | 2 | 0 | 0 | 113 | 2 | 10 |
| Total carrera                                                                                         | Total carrera | Total carrera | 108 | 2 | 10 | 3 | 0 | 0 | 2 | 0 | 0 | 113 | 2 | 10 |
| (1) Incluye datos de la US Open Cup(2) Incluye datos de la Concacaf Champions League y la Leagues Cup |               |               |     |   |    |   |   |   |   |   |   |     |   |    |